# Селаков, Ивана
Ивана Селаков (серб. Ивана Селаков, родилась 8 ноября 1978 в Белграде) — сербская певица.

## Биография
Ивана провела детство в Сомборе, где окончила музыкальную школу и гимназию. Выступала на различных песенных конкурсах, исполняла песни в клубах джаза и рок-н-ролла. В 1997 году поступила в Белградский университет, где изучала биологию, но предпочла музыкальную карьеру. Окончила Белградскую академию искусств по специальности «Дизайн звука и музыкальной продукции» (звукорежиссёр). Выступала в составе группы Beauty Queens, которая сопровождала Марию Шерифович на Евровидение-2007, принёсшем победу Марии. Неоднократно группа выступала на фестивалях «Беовизия», «Радио фестиваль» и многих других, а в 2008 году на национальном отборе на Евровидение в Белграде заняла 3-е место.
После ухода из группы Ивана занялась сольной карьерой. До этого она была бэк-вокалисткой разных певцов (в том числе и таких звёзд, как Светлана Ражнатович). В 2010 году она выпустила свой первый сольный альбом. Выступала в дуэтах с Дарко Радовановичем и Аца Лукасом. Обладательница 15 сербских музыкальных премий в номинациях лучшей исполнительницы, дуэта года и хита года. Также Ивана даёт уроки вокала (одной из её подопечных является певица Стания Доброевич, победительница шестого сезона сербского реалити-шоу «Farma») и состоит в жюри музыкального конкурса «Neki novi klinci».
Ивана состоит в гражданском браке с 2009 года со своим менеджером Предрагом (Педжей) Мирковичем.

## Сольная дискография

### Альбомы
- Sreća (2010)
- Probijam led (2012)
- SOS (2016)

### Синглы
- Otplovimo (2009)
- Daleko si (feat. Aca Lukas) (2012)
- Probijam led (feat. DJ Shone) (2012)
- Pobedicu bol (2012)
- Mesec dana (2012)
- Izmedju redova (2013)
- Grad, grad (2013)
- Bolujem godinama (2013)
- Tek Sad (2013)
- Nema Plana (feat. Sha) (2014)
- Omaklo mi se (feat. Aca Lukas) (2014)
- Ljubav u doba kokaina (feat. Lukas) (2015)
- S.O.S (2015)